# الصيحار (إب)
الصيحار هي إحدى قرى الجمهورية اليمنية. وهي تتبع جغرافيًا لمحافظة إب. وإداريًا لمديرية السبرة. يبلغ تعداد سكانها 2809 نسمة حسب الإحصاء الذي جرى عام 2004.